# Thunder Rosa
Melissa Cervantes (Tijuana, Baja California; 22 de julio de 1986) es una luchadora profesional y artista marcial mixta mexicana. Cervantes es conocida como Thunder Rosa, con el cual actualmente trabaja para All Elite Wrestling.
Ha trabajado para las empresas de lucha libre, Lucha Underground bajo el nombre de Kobra Moon y World Wonder Ring Stardom, así como en el circuito independiente en México, Japón y Estados Unidos. Entre sus logros destaca haber sido dos veces campeona mundial femenina, al ganar tanto el Campeona Mundial Femenil de la NWA como el Campeona Mundial Femenino de AEW, siendo la primera mexicana en ganar ambos títulos, y también la primera fémina de su país en ganar un título mundial en una empresa importante de EE. UU.
Cervantes hizo su debut en artes marciales mixtas en 2019 en Combate Américas/Global.

## Carrera como luchadora profesional

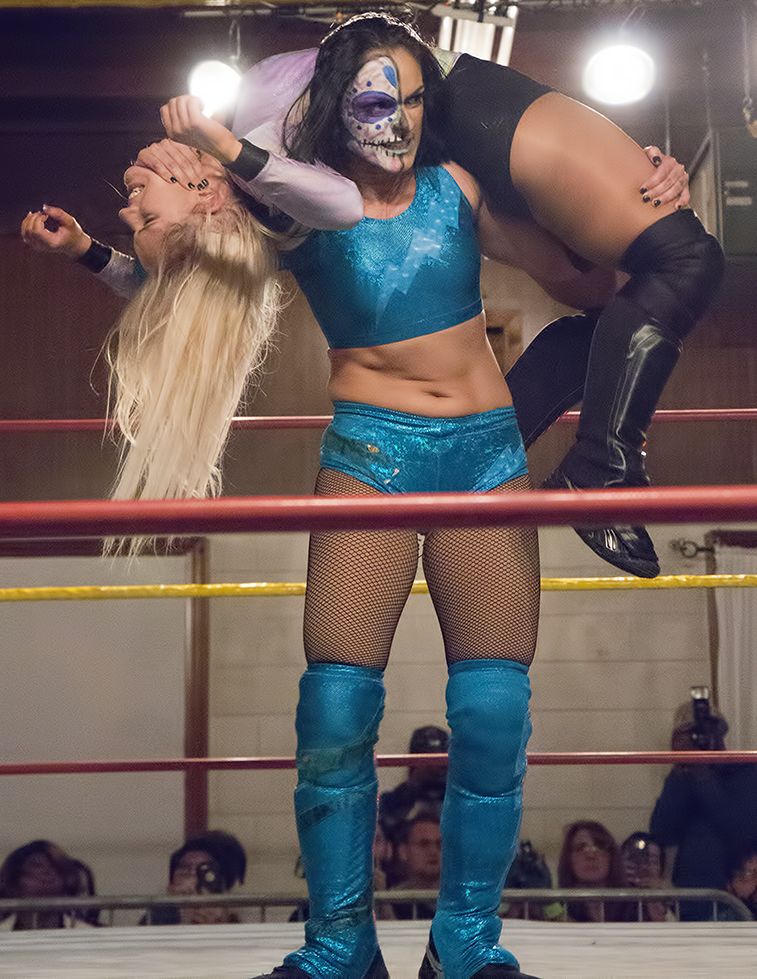
Shazza McKenzie vs Thunder Rosa en noviembre de 2017

### World Wonder Ring Stardom (2014-2015)
Thunder Rosa hizo su debut en la lucha libre a finales de 2014 en una battle royal en Supreme Pro Wrestling Event en Sacramento, California. Luchó regularmente en todo el norte y sur de California en 2015. El 12 de abril de 2015 hizo su debut para Stardom en Japón.
En 2016, una vez más, regresó a Stardom para participar en la promoción Goddess of Stardom Tag League, en equipo con Holidead. Ganó el Premio a la Luchadora del Año 2016 de California del Sur.

### Lucha Underground (2015-2019)
También fue agregada al elenco de Lucha Underground en la temporada 2 como líder de la Tribu Reptil, Kobra Moon. Fue nominada para el Premio al Novato del Año 2015 en el sur de California y terminó en segundo lugar ante Douglas James.
El 26 de marzo de 2019, Rosa fue liberado de Lucha Underground debido por la demanda.

### Circuito independiente (2017-presente)
Cervantes trabajó en las grabaciones de octubre de 2018 en Women of Wrestling bajo su personaje, Kobra Moon, de Lucha Underground. Su primer combate televisado se emitió el 1 de marzo de 2019, donde Sophia López la manejó mientras derrotaba a Azteca.

### Tokyo Joshi Pro Wrestling (2019-2020)
Thunder Rosa comenzó sus apariciones regulares con TJPW el 4 de abril de 2019, donde cayó ante el equipo de Mizuki & Yuka Sakazaki. El 6 de mayo se enfrenta a Shoko Nakajima por el Princess of Princess Championship, pero termina cayendo derrotada.
Rosa regresa a Tokyo Joshi Pro el 4 de enero de 2020 para ser parte de su show más grande del año, en el Korakuen Hall de Tokio. Allí derrotó a Mizuki para luego retar a Maki Itoh a un combate por el International Princess Championship. El día siguiente, 5 de enero, Thunder Rosa derrota a Maki Itoh, convirtiéndose en la nueva International Princess Champion. El 7 de octubre, Rosa anunció que renunció al campeonato porque no podía viajar a Japón debido a las restricciones de COVID-19.

### National Wrestling Alliance (2019-presente)
Rosa hizo su debut televisado en la National Wrestling Alliance (NWA) el 29 de octubre de 2019 en NWA Power. Después de que Marti Belle perdiera ante Ashley Vox, Rosa entró en el ring y extendió su mano hacia Belle, que Belle rechazó cuando dejó el ring.
En Hard Times el 24 de enero de 2020, Thunder Rosa derrotó a Allysin Kay para capturar el Campeonato Mundial Femenino de la NWA y también se convirtió en la primera luchadora mexicana en ganar el campeonato. En el UWN PrimeTime Live del 27 de octubre, fue derrotada por Serena Deeb perdiendo el Campeonato Mundial Femenino de la NWA y terminando su reinado de 278 días, después del combate ambas se dieron la mano en señal de respeto.
En NWA When Our Shadows Fall el 6 de junio de 2021, hizo equipo con Melina Perez perdiendo ante Taryn Terrell & Kylie Rae.

### All Elite Wrestling (2020-presente)
Rosa hizo su primera aparición en All Elite Wrestling (AEW) el 22 de agosto de 2020 en el episodio de Dynamite, donde realizó una promo sobre la Campeona Mundial Femenina de AEW Hikaru Shida, y la desafió por el campeonato en All Out. El 2 de septiembre en Dynamite, Rosa hizo su debut en el ring en AEW, donde derrotó a Serena Deeb. En All Out, Rosa desafió sin éxito a Shida por el dicho título. El 16 de septiembre en Dynamite, Rosa defendió con éxito su Campeonato Mundial Femenino de la NWA contra Ivelisse. Después del combate, Rosa fue atacada por Diamante e Ivelisse, y luego fue salvada por Shida. Una semana después en Dynamite, Rosa se asoció con Shida cuando derrotaron a Diamante e Ivelisse en un combate por equipos. En el UWN PrimeTime Live del 27 de octubre, fue derrotada por Serena Deeb perdiendo el Campeonato Mundial Femenino de la NWA y terminando su reinado de 278 días, después del combate ambas se dieron la mano en señal de respeto. En el episodio del 17 de noviembre de 2020 de AEW Dark, Rosa derrotó a Lindsay Snow. En el episodio del 18 de noviembre de Dynamite, Rosa luchó contra Deeb en una revancha por el Campeonato Femenino de la NWA, pero perdería después de la interferencia externa de la Dr. Britt Baker.
Es contratada de manera oficial el 22 de julio del 2021 por la All Elite Wrestling, a la cual Rosa va a trabajar a tiempo completo.
En el episodio del 17 de marzo de 2021, de Dynamite, Baker y Rosa se convirtieron en las primeras mujeres en el evento principal de Dynamite, donde Rosa derrotó a Baker en un Unsanctioned Lights Out match, que fue muy alabado por la crítica. Luego empezó a estar frecuentemente en la mesa en comentarista en español de Dynamite.
El 26 de julio en Dark Elevation derrota a Myka Madrid aplicándole una sumision. El 16 de marzo de 2022 durante el episodio Dynamite: St. Patrick's Day Slam Rosa se enfrentó a Britt Baker por el Campeonato Mundial Femenil de AEW en un combate en jaula, Rosa derrotó a Baker y se convirtió en Campeona Mundial Femenil de AEW. En agosto de 2022 Rosa anunció en el episodio de Dynamite previo a All Out que sufrió una lesión en la espalda y que estaría fuera de la pantalla por un largo tiempo, se anunció que para All Out habría un combate de un fatal de 4 esquinas entre Britt Baker, Jamie Hayter, Toni Storm y Hikaru Shida para determinar a la campeona interina, AEW seguiría reconociendo a Thunder Rosa como campeona mientras se recuperaba. Sin embargo el 23 de noviembre de 2022 durante el episodio de Dynamite: Thanksgiving Eve la campeona Rosa renunció a su campeonato siendo despojada de su título.

## Carrera como artista marcial mixta

### Combate Américas
El 13 de septiembre de 2019, se confirmó que Cervantes había firmado con Combate Américas. Su primera pelea programada para el 8 de noviembre, en San Antonio, Texas.
En junio de 2022, se confirmó que Cervantes regresaría a Combate Américas como comentaristas en las ediciones del 15 y 22 de julio de ese año.

### Récord en artes marciales mixtas
| Resultado | Récord | Oponente       | Método             | Evento                        | Fecha                  | Ronda | Tiempo | Localización       | Notas |
| --------- | ------ | -------------- | ------------------ | ----------------------------- | ---------------------- | ----- | ------ | ------------------ | ----- |
| Derrota   | 0–1    | Nadine Mandiau | Decisión (unánime) | Combate Américas: San Antonio | 8 de noviembre de 2019 | 3     | 3:00   | San Antonio, Texas |       |

## Vida personal
En diciembre de 2006, Cervantes se casó con su pareja de muchos años, Brian. Ambos tienen un hijo, Anakin, nacido el 31 de agosto de 2005.
Cervantes se graduó de la Universidad de California en Berkeley en 2010 con una Licenciatura en Sociología. Se convirtió en ciudadana estadounidense el 21 de febrero de 2019.
Antes de iniciarse en la lucha libre profesional, y durante los primeros años de su carrera, ella era una trabajadora social profesional que trabajaba con adultos jóvenes en riesgo que luchaban contra enfermedades mentales, personas sin hogar, abuso de sustancias y otros problemas de la vida.

## Campeonatos y logros
- All Elite Wrestling
  - AEW Women's World Championship (1 vez)

- East Bay Pro Wrestling
  - EBPW Ladies Champion (1 vez)

- Gold Rush Pro Wrestling
  - GRPW Lady Luck Championship (1 vez)

- Lucha Underground
  - Lucha Underground Trios Championship (1 vez, última) – con Daga y Jeremiah Snake[13]

- National Wrestling Alliance
  - NWA World Women's Championship (1 vez)

- Shine Wrestling
  - Shine Tag Team Championship (1 vez) – con Holidead[14]

- Tokyo Joshi Pro Wrestling
  - International Princess Championship (1 vez)

- Vendetta Pro Wrestling
  - NWA Western States Tag Team Championship (1 vez)

- Warrior Wrestling
  - WW Women's Championship (1 vez, actual)[15]

- Pro Wrestling Illustrated
  - Lucha del año (2021) vs. Dr. Britt Baker D.M.D. (Dynamite: St. Patrick's Day Slam, 11 de marzo).
  - Situada en el N°43 en el PWI Female 50 en 2016[16]
  - Situada en el Nº97 en el PWI Female 100 en 2019.
  - Situada en el Nº14 en el PWI Female 100 en 2020.
  - Situada en el N°5 en el PWI Female 100 en 2021
  - Situada en el Nº3 en el PWI Female 150 en 2022.[17]